# LEGO The Lord of the Rings
LEGO The Lord of the Rings is een computerspel uit 2012 gebaseerd op het speelgoed van LEGO, de filmserie van Peter Jackson en de In de Ban van de Ring boeken van J.R.R. Tolkien. De levels in het spel behandelen de films The Lord of the Rings: The Fellowship of the Ring, The Lord of the Rings: The Two Towers en The Lord of the Rings: The Return of the King.
Het spel werd ontwikkeld door Traveller's Tales en werd in Europa tegelijk uitgebracht voor Microsoft Windows, PlayStation 3, PlayStation Vita, Wii, Nintendo DS, Nintendo 3DS, Xbox 360. De OS X en IOS uitgave gebeurde pas in 2013.

## Gameplay
In de game reist de speler door Midden-aarde. Tijdens deze tocht komt hij uiteindelijk op plaatsen waar hij een level uit de film dient te spelen. Nadat de avonturen uit de eerste film gespeeld zijn, breekt net zoals in de film het genootschap in verschillende groepen. De speler kan tussen deze groepen wisselen om de levels van die bepaalde groep te spelen. De speler kan ook vrij door Midden-aarde lopen. Hier zijn verschillende opdrachten te vinden. Ook kan de speler in de vrije-modus bij de smid wapens en kleren van Mithril maken, die hij kan gebruiken om verder te geraken in de levels. De benodigdheden om deze spullen te maken, vindt en krijgt de speler tijdens het spelen van levels, het verslaan van vijanden of na het succesvol afleggen van een opdracht.

## Personages
In het spel zijn meer dan 80 speelbare personages, zoals Frodo, Gandalf en Gollum. Tom Bombadil is een personage dat wel in de boeken van J.R.R. Tolkien voorkomt, maar niet in de films. Dit personage kan de speler in het spel vrijspelen na het afronden van een opdracht.

## Audio
LEGO The Lord of the Rings is het eerste LEGO-spel dat in de cutscenes gebruikmaakt van de dialogen uit de films. Een aantal stemacteurs spraken de stemmen in van de overige bewoners van Midden-Aarde.

## Ontvangst
Het spel ontving in het algemeen positieve beoordelingen van de critici. Het verhaal, de humor en de graphics werden goed onthaald.
| Beoordeeld door  | Score  |
| ---------------- | ------ |
| Empireonline.com | 5/5    |
| Edge             | 6/10   |
| Eurogamer        | 9/10   |
| G4               | 4/5    |
| Gamespot         | 8.5/10 |
| Gamesradar       | 4/5    |
| IGN              | 6.8/10 |
| Videogamer.com   | 8/10   |

The Fellowship of the Ring · The Two Towers · The Return of the King · The Third Age · War of the Ring · The Battle for Middle-earth · The Battle for Middle-earth II ·  The Battle for Middle-earth II: The Rise of the Witch-king · The Lord of the Rings Online · Conquest · Aragorn's Quest · War in the North · Guardians of Middle-earth · LEGO The Lord of the Rings · LEGO The Hobbit